# Olivier Becht
Pour les articles homonymes, voir Becht.
Olivier Becht, né le 28 avril 1976 à Strasbourg (Bas-Rhin), est un homme politique français.
Ancien maire de Rixheim, président délégué de Mulhouse Alsace Agglomération et vice-président du conseil départemental du Haut-Rhin, il est député (Agir) du Haut-Rhin depuis 2017. Il devient président du groupe Agir ensemble à l'Assemblée nationale le 26 mai 2020. Il est nommé ministre délégué chargé du Commerce extérieur, de l’Attractivité et des Français de l’étranger dans le gouvernement d'Élisabeth Borne le 4 juillet 2022. Il exerce cette fonction jusqu'au 12 février 2024 et retourne à cette date à l'Assemblée nationale, où il est réélu le 7 juillet 2024.

## Biographie

### Études et formation
Olivier Becht obtient un baccalauréat ES (économique et social) en 1995 au lycée privé Jeanne-d'Arc de Mulhouse. Il poursuit ses études de 1995 à 1998 à l'Institut d'études politiques de Strasbourg où il se spécialise en service public.[réf. nécessaire]
De 1998 à 2000, il suit à Sciences-Po Paris une préparation au concours d'entrée à l'ENA. Il y est admis en 2000. De 2000 à 2001, il effectue son service national. En parallèle, il prépare un diplôme d'études approfondies (DEA) en finances publiques et fiscalité délivré par l'université Paris II Panthéon-Assas, qu'il obtiendra en 2001.[réf. nécessaire]
En 2002, il intègre l'ENA (promotion Léopold-Sédar-Senghor, la même que celle d'Emmanuel Macron). Il effectue alors de janvier à juillet un stage au sein du cabinet du préfet de la région Lorraine, Bernadette Malgorn. De 2002 à 2003, il est stagiaire auprès de l'Ambassadeur de France au Danemark, Régis de Belenet, pendant la présidence danoise du Conseil de l'Union européenne.

### Carrière professionnelle
À l'issue de son cursus d'énarque, il intègre la justice administrative. Il est affecté au tribunal administratif de Nancy en qualité de conseiller, puis de premier conseiller.
Olivier Becht exerce aussi depuis septembre 2008 les fonctions de chargé de cours à l'Université de Haute Alsace.

### Parcours politique
Issu d'une famille centriste, Olivier Becht s'engage en 1992 aux côtés de Jacques Delors. Il devient alors président de la section alsacienne du club de réflexion politique « Témoin ».
Il rejoint la section du Parti socialiste de Rixheim en 1997, par opposition au maire d'alors, Bernard Hanser (RPR). En 1998, il fonde le groupe « Rixheim Vivre ensemble », qui se dit apolitique.
Le groupe d'Olivier Becht présente une liste aux élections municipales de 2001. Celle-ci réunit 31,66 % des voix. Au second tour, la liste de Bernard Hanser l’emporte avec 50,47 % des voix.
Olivier Becht s'engage en 2005 pour le « oui » au traité établissant une Constitution pour l'Europe. Après le congrès du Mans en 2005, il quitte le PS et devient sans étiquette. Il se définit comme « social-démocrate plutôt libéral », estimant que la liberté économique n'empêche pas de mettre en place des régulateurs sociaux et n'empêche pas le respect du droit des citoyens. Il déclare : « J'ai essayé pendant 12 ans de faire passer ces idées au PS. Mais nous avons passé plus de temps dans des querelles de chapelle que dans la rénovation du projet politique. »

#### Maire de Rixheim
En 2008, la liste conduite par Olivier Becht remporte les élections municipales à Rixheim dans le cadre d'une quadrangulaire : dès le premier tour, avec 56 % des voix, elle devance notamment celle du maire sortant, Bernard Hanser. Il est élu maire par le conseil municipal le 15 mars 2008, devenant à 31 ans le plus jeune maire d'Alsace. Il opère un redressement des comptes sans augmenter le taux des impôts locaux et sans emprunt[source insuffisante].

#### Intercommunalité
Olivier Becht participe en 2009 à la création de la grande agglomération mulhousienne, Mulhouse Alsace Agglomération.
Le 4 janvier 2010, il est élu président délégué de Mulhouse Alsace Agglomération, chargé de l’attractivité et de la compétitivité du territoire. Il est l'un des principaux négociateurs de ses projets de développement, tels que le projet Mulhouse Eco 2020. Il quitte ses fonctions de président délégué de l'agglomération début janvier 2017 pour se consacrer à la campagne des élections législatives mais continue de siéger au conseil d'agglomération.

#### Conseil d'Alsace
À partir du début de l'année 2011, les présidents du conseil régional d'Alsace et des conseils généraux du Bas-Rhin et du Haut-Rhin se déclarent favorables à une « union des conseils généraux et régionaux ». Il fait partie du groupe projet du Conseil unique d'Alsace. Il défend d'autres évolutions dans le même cadre : la fusion des universités alsaciennes, le raccordement ferroviaire de l'aéroport de Bâle-Mulhouse ou le Pôle métropolitain Strasbourg-Mulhouse-Colmar.

#### Élections législatives de 2012
Olivier Becht se présente aux élections législatives de 2012 en tant que centriste indépendant comme candidat suppléant dans la 5e circonscription du Haut-Rhin auprès d'Arlette Grosskost, députée sortante. Celle-ci est réélue avec 55,76 % des voix exprimées.

#### Conseiller départemental du Haut-Rhin
Après l’échec de la fusion des départements du Haut-Rhin et du Bas-Rhin pour un Conseil unique d’Alsace auquel il était favorable, Olivier Becht se porte candidat aux côtés de Patricia Fuchs aux élections départementales de 2015. Après être arrivé nettement en tête au premier tour, le binôme est élu au second tour avec 71,3 % face au binôme présenté par le Front national.
Olivier Becht devient dans la foulée vice-président du conseil départemental du Haut-Rhin, chargé des questions économiques et de droit local. Il conserve cette fonction jusqu'au 12 juillet 2017, date à laquelle il démissionne après avoir été élu député.

#### Député
Olivier Becht se présente aux élections législatives de 2017 avec pour suppléante Bernadette Groff, maire de Brunstatt-Didenheim,. Devancé au premier tour par Cécile Lehr (République en marche), il est élu face à celle-ci député de la cinquième circonscription du Haut-Rhin avec 57,7 % des voix au second tour.
À l’Assemblée nationale, il rejoint le groupe Les Constructifs. Il est ensuite l'un des cofondateurs d'Agir, chargé spécifiquement de la coordination des idées, aux côtés de Fabienne Keller. Il devient également, lors de son congrès fondateur, porte-parole national du parti. En octobre 2018, à la suite de l'entrée de Franck Riester au Gouvernement, Olivier Becht est élu président délégué du groupe des Constructifs, devenu UDI-Agir et indépendants à l'Assemblée nationale.
Membre de la commission de la Défense nationale et des Forces armées, il défend le budget lorsque celui-ci subit une baisse. Au sein de cette commission, il est rapporteur de la mission sur la numérisation des armées et de la mission sur la défense spatiale. Il est par ailleurs l'auteur d'une proposition de loi portant modernisation de la laïcité et des relations entre l'État et les cultes.
Pendant la crise des gilets jaunes, il réunit une quarantaine de personnes issus des mécontents, de la société civile, du monde économique et d'élus locaux, et travaille à des propositions pour un nouveau modèle économique, social et environnemental pendant plus de quarante heures.
Le 26 mai 2020, il cofonde le Groupe Agir ensemble, de sensibilité « libérale, humaniste, sociale et européenne », dont il prend la présidence.

##### Proposition de loi concernant la Covid-19
Le 25 novembre 2020 il présente avec son groupe un texte proposant notamment une « obligation d’isolement pour les personnes positives et définies comme "cas contacts" pour quatorze jours au plus et tout non-respect de cette mesure serait passible d’une amende de 5e classe (1 500 euros maximum), doublée en cas de récidive ».
Il défend sa proposition de loi sur LCP en ajoutant : « L’objectif c’est d’éviter un troisième confinement », assurant vouloir prendre exemple de « ce qui marche ailleurs », citant notamment Taïwan et la Corée du Sud.

#### Conseil de l'Europe
En juillet 2017, Olivier Becht est élu membre de l'Assemblée parlementaire du Conseil de l'Europe. Il y représente la France en qualité de vice-président de la délégation française à l'Assemblée parlementaire. Il siège au groupe ALDE. En mars 2019, il est élu rapporteur général pour l'évaluation de l'impact de la science et de la technologie.
En 2019, il est élu vice-président de la Commission pour l'élection des juges à la Cour européenne des droits de l'homme où il siège depuis 2017.
En janvier 2020, il est élu président de la commission de la Culture, de la Science, de l'Éducation et des Médias.
Il est l'auteur d'un rapport sur la connexion cerveau-machine où il propose la création de nouveaux droits dans le cadre des progrès des neurotechnologies.

### Promoteur de la culture japonaise
Passionné de culture japonaise, Olivier Becht devient en 2017 président du Centre européen d'études japonaises en Alsace (CEEJA) et de l'Agence Alsace Japon (AJA). Il est également vice-président du groupe d'amitié France-Japon à l'Assemblée nationale et membre du bureau du centre Europe-Japon pour la coopération industrielle placée auprès de la Commission européenne. Il suit des dossiers comme des implantations d'entreprises japonaises en Europe, la création d'un centre européen d'art japonais Takumi, la création d'une bibliothèque japonaise en Europe, la création d'un hôtel d'entreprises pour start-up japonaises ou encore le projet d'un musée européen du Manga.

### Ministre délégué chargé du Commerce extérieur, de l’Attractivité et des Français de l’étranger
Le 4 juillet 2022, il est nommé ministre délégué chargé du Commerce extérieur, de l’Attractivité et des Français de l’étranger dans le gouvernement d'Élisabeth Borne et remplacé par sa suppléante, Charlotte Goetschy-Bolognese. Celle-ci quitte l'Assemblée lorsqu'il la regagne et est encore sa suppléante à sa réélection, à la suite des élections législatives anticipées de 2024.

## Vie privée
En 2001, il épouse Livia Stoica, haut fonctionnaire au Conseil de l'Europe. Ensemble, ils ont un enfant né en 2012.